# 國民未來
國民未來（韩语：／ Gungminui Mirae），為國民力量為應對2024年國會選舉改制而成立的衛星黨，成立於2024年2月23日，於同年4月26日解散。

## 歷史
自2020年國會選舉起，政黨比例席次改為準聯立制，因此，國民力量仿效上次大選設立衛星黨未來韓國黨，成立衛星黨以維持比例席次。2024年2月，國民力量於網上舉行衛星黨創黨發起人大會，並定名為「國民的未來」。
同月23日，國民力量在中央黨部舉行國民未來創黨大會。國民未來的黨魁及事務總長由國民力量事務處的黨職人員擔任，包括政策局長趙惠貞被任為國民未來代表、政策局部長鄭宇昌被任命為事務總長。任命非現任議員，而是起用黨職人員擔任政黨代表乃是首例，為該黨希望順利公推比例代表候選人的措施。
2024年3月，國民未來公推管理委員會修改該黨推薦的議員名單，加強照顧全羅道地區民眾及黨務工作者，並考慮各職的代表及專業性，調配比例代表候選人之順序。
國民未來在2024年國會選舉中取得18席。2024年4月18日，國民力量召開全國委員會，表決通過了與衛星政黨國民未來合併。同日，國民未來召開最高委員會議，表決同意合黨。2024年4月23日，國民力量公佈吸收合併國民未來，合併案於26日生效。

## 主要選舉記錄

### 國會選舉
| 年度 | 選舉   | 贏得席位 | 區域得票數 | 區域得票率 | 區域席位 | 比例得票數 | 比例得票率 | 比例席位 | 選舉結果      | 領袖   |
| ---- | ------ | -------- | ---------- | ---------- | -------- | ---------- | ---------- | -------- | ------------- | ------ |
| 2024 | 第22屆 | 18 / 300 | 未參選     | 未參選     | 未參選   | 10,395,264 | 36.67%     | 18 / 46  | ▲ 5；第三大黨 | 趙惠貞 |

## 外部連結
- 官方网站